# Marek Sikorski (historyk)
Marek Sikorski (ur. 10 września 1960 w Lądku-Zdroju) – polski historyk sztuki, publicysta, dyrektor Muzeum Filumenistycznego w Bystrzycy Kłodzkiej w latach 2000–2008.

## Życiorys
Urodził się w 1960 w Lądku-Zdroju. Po ukończeniu szkoły podstawowej w 1975 rozpoczął naukę w szkole ponadpodstawowej w Henrykowie (ukończył Technikum Zawodowe), maturę uzyskał w 1980, następnie rozpoczął studia wyższe z historii sztuki na Wydziale Historyczno-Filozoficznym Uniwersytetu Wrocławskiego, które ukończył magisterium w 1986. W 1993 rozpoczął prace nad rozprawą Kult błogosławionego Czesława w sztuce i piśmiennictwie śląskim, pisaną pod kierunkiem prof. Józefa Długosza na Wydziale Historyczno-Pedagogicznym Uniwersytetu Opolskiego, na podstawie której uzyskał stopień naukowy doktora nauk humanistycznych w dziedzinie historii w 2004. Na Uniwersytecie Opolskim ukończył w 1995 studia podyplomowe z uprawień pedagogicznych do nauczania historii oraz w 2002 studia podyplomowe z muzealnictwa na Uniwersytecie Warszawskim.
W latach 2000–2008 był dyrektorem Muzeum Filumenistycznego w Bystrzycy Kłodzkiej. Był założycielem czasopisma „Zeszyty Muzeum Filumenistycznego”, jego redaktorem naczelnym, autorem projektów graficznych do czasopisma i artykułów (pod jego kierunkiem ukazało się 7 roczników). Również założył czasopismo „Osobliwości Ziemi Kłodzkiej” (ukazały się po jego kierunkiem 3 roczniki).
Organizował wiele wystaw muzealnych w kraju i dwie zagranicą (np. w Stadtmuseum w Ambergu), prowadził wydawnictwo muzealne, oprócz tego w celu promocji zabytków na opakowaniach przemysłowych założył Galerię „Zaczarowany Świat Zapałek” w Muzeum Filumenistycznym w Bystrzycy Kłodzkiej, dla której wykonał bardzo wiele projektów opakowań zapałczanych.
Jest autorem wielu książek poświęconych historii ziemi kłodzkiej oraz Śląska. Do 2015 wydał:
- Na granicy legendy i wiary (1993),
- Błogosławiony Czesław. Patron Wrocławia (1993),
- Sekrety sanktuarium w Bardzie (1993),
- An der Grenze der Legende und des Glaubens (1994),
- Otmuchów. Szkice do portretu miasta (1995),
- Lądek Zdrój. Osobliwości i skarby sztuki (1999),
- Nysa. Skarby sztuki i osobliwości (1999),
- Globus igneus. Błogosławiony Czesław, Mongołowie i cud z ogniem (2005),
- Spotkanie z Muzeum Filumenistycznym (2006),
- Das Panorama von Habelschwerdt (2006),
- Skarby ziemi krapkowickiej. Zabytki i historia (2007),
- Bystrzyca Kłodzka w kręgu zabytków (2008),
- Setkání s filumenistickým muzeem (2008),
- Nysa w kręgu zabytków i historii (2010),
- Ziemia krapkowicka w kręgu zabytków i historii (2011),
- Otmuchów w kręgu zabytków i historii (2011),
- Lądek-Zdrój. Zabytki i historia (2011),
- Nysa. Zabytki i historia (2011),
- Smok wawelski w kręgu mitu i historii (2012),
- Nysa śląskim Rzymem zwana (2013),
- Nisa zvana sleskim Rim (2013),
- Krappitz und Umgebung (2013),
- Nysa. Mały przewodnik po zabytkach (2014),
- Neisse. Kleiner Stadtführer (2014),
- Krapkowice i okolice (2014),
- Otmuchów. Mały przewodnik po zabytkach (2014),
- Ottmachau. Kleiner Stadtführer (2014),
- Smoki i smokobójstwo (2015).